# Albus Dumbledore
Albus Percival Wulfric Brian Dumbledore este un personaj din seria de cărți Harry Potter. Este directorul școlii Hogwarts și mentor al lui Harry. Era profesor de Transfigurare pe vremea când a fost deschisă Camera Secretelor, iar părinții lui Harry erau elevi la școală.
Considerat cel mai puternic vrăjitor din lume, Dumbledore este binevoitor și excentric, un vrăjitor în stil Merlin. Se spune că Dumbledore este singurul vrăjitor de care Voldemort ("Cap-de-mort") se teme. În lupta sa împotriva lui Voldemort, a înființat organizația Ordinului Phoenix.

## Descriere
Dumbledore este descris de către J. K. Rowling ca fiind un om înalt, slab, cu păr lung și argintiu, barba lungă. Are ochii albaștri, un nas lung și coroiat (arătând de parcă s-ar fi rupt de cel puțin două ori) și degete lungi. Poartă ochelari în formă de semilună. A afirmat odată că ar avea deasupra genunchiului stâng, o cicatrice care este o hartă perfectă a metroului Londonez!
Cardul dedicat din broscuțele de ciocolată relevă despre Dumbledore atât detalii istorice (de exemplu, că în 1945 Dumbledore l-a înfrânt pe vrăjitorul întunecat Grindelwald, că a colaborat în domeniul alchimiei cu Nicholas Flamel, sau că a descoperit nu mai puțin de douăsprezece utilizări pentru sângele de dragon), cât și amănunte minore despre personalitatea sa (cum că îi place muzica de cameră și bowling-ul cu zece popice).
De asemenea, are o mare afinitate către dulciurile magice și non-magice și uneori folosește denumirile acestora drept parolă pentru statuia (denumită ulterior gargui, în engleză: gargoyle) care servea drept paznic al căii de acces spre biroul său de director al Hogwarts (de exemplu, "șerbet de lămîie"). Nu-i mai plac jeleurile cu toate aromele de la Bertie Botts, de când a nimerit una cu aromă de vomă... Aroma sa favorită pentru un gem este de zmeură.
Printre vastele sale cunoștințe se află un număr impresionant de limbi străine și abilitatea de a deveni invizibil fără a folosi o mantie de invizibilitate.
După informațiile de pe site-ul oficial al scriitoarei Dumbledore s-a născut în anul 1881 (a decedat la vârsta de 115 ani).
Se crede despre Dumbledore că a fost un Cercetaș la vremea sa, și este posibil ca de aceea el să aibă o afinitate către Cercetași. Dumbledore s-a reîntors la Hogwarts după 75 de ani de la absolvire, pentru postul de profesor de Transfigurare, iar mai târziu a devenit Director Adjunct, în care calitate a început să atragă potențiali elevi.
Una dintre sarcinile lui Dumbledore a fost să-l găsească pe Tom Marvolo Riddle/Tomas Dorlent Cruplud, pe când acesta încă nu era Lordul Voldemort/Cap-de-Mort, și să-i ofere un loc la Hogwarts. Tom Riddle trăia într-un orfelinat de Mageami (incuiati), unde descoperise că are puteri neobișnuite, neștiind însă că mama sa fusese vrăjitoare.
Patronusul lui Dumbledore are forma unei păsări Phoenix. Arma lui preferată pare să fie focul: în luptă cu Voldemort a folosit o frânghie de foc, în peșteră a folosit focul împotriva Inferilor, iar când i-a demonstrat lui Tom Riddle/Cruplud puterile magice a făcut-o dând foc dulapului din cameră.
Dumbledore a avut trei ocazii să devină Ministru al Magiei, dar mereu a refuzat. Dumbledore deține Ordinul lui Merlin, Clasa Întâi, este Vrăjitor-Șef al Vrăjustiției (engleză: Chief Warlock of the Wizengamot) și face parte din Confederația Internațională a Vrăjitorilor. Deși a fost concediat de două ori din postul de director, de fiecare dată a revenit.
După moartea părinților lui Harry, soarta bebelușului a devenit responsabilitatea lui Dumbledore; astfel, el a luat decizia ca Harry să fie dus la singurele sale rude de sânge: Vernon și Petunia Dursley.
Dumbledore a fost cel care a descoperit cum își asigurase Voldemort supraviețuirea, în speranța atingerii imortalității: folosind Horcrux-uri (obiecte magice, create prin folosirea Magiei Negre în momentul săvârșirii unei crime premeditate; acest Horcrux reprezintă un recipient în care vrăjitorul ucigaș își ascunde o parte a sufletului, urmând să păstreze obiectul "la loc sigur"). Unul dintre Horcrux-uri a fost jurnalul lui Tom Riddle, pe care l-a distrus Harry în Harry Potter și Camera Secretelor, iar un al doilea (un inel care aparținuse lui Salazar Slytherin/Viperin, și care ajunsese în posesia familiei lui Voldemort) l-a distrus Dumbledore în Harry Potter și Prințul Semi-Pur.

## Familia
Albus Dumbledore s-a născut în anul 1881, fiind fiul lui Percival Dumbledore și Kendra Dumbledore. Trei ani mai târziu s-a născut fratele său, Aberforth, iar după acesta, un an mai târziu, sora sa Ariana. 
Trei copii Încuiați au atacat-o pe Ariana, pe când aceasta avea 6 ani, după ce au văzut-o folosindu-și puterile magice. Ca rezultat al acestui atac, ea a rămas marcată pentru tot restul vieții. Majoritatea timpului era o persoană blândă, speriată și inofensivă, dar uneori avea momente de agresivitate și magie necontrolabilă. Tatăl lui Albus, Percival, i-a atacat pe cei trei tineri Încuiați, în semn de răzbunare și a fost condamnat pe viață la Azkaban, unde a decedat. Pentru a preveni ca tânăra Ariana să fie internată la spitalul St. Mungo's Hospital for Magical Maladies and Injuries, Kendra și-a mutat întreaga familie în satul Godric's Hollow/Peștera lui Godric, și boala fetei a fost ținută secret. Vecinii credeau că Ariana era un Squib/Non. Secretul a fost păstrat până când Kendra a fost ucisă într-o explozie de magie necontrolată de fiica ei. În Harry Potter și Talismanele Morții, fratele mai mic al lui Albus, Aberforth Dumbledor, spune ca Ariana ar fi putut fi ucisă într-o încăierare dintre Aberforth, Albus și Grindelwald, în încercarea ei de ai despărți. Albus va purta toata viața vina că el ar fi putut să o omoare pe Ariana : „Nu le face rău! Fă-mi mie rău!” spune Albus în peștera în care se afla medalionul lui Salazar Viperin , al treilea Horcrux, după ce a băut o licoare care l-a făcut să înebunească.
În totdeauna i-a purtat multă afecțiune lui Harry și a vegheat asupra lui.
Dumbledore moare în Harry Potter și Prințul Semi-Pur, ucis de Plesneală (en:Severus Snape) în turnul de Astronomie.

## În filme
În primele două părți din filmele Harry Potter, Dumbledore a fost jucat de actorul Richard Harris, dar acesta a încetat din viață în 2002 din cauza bolii Hodgkin. Michael Gambon a preluat rolul de-a lungul următoarelor trei filme, și se pare că tot el va continua și pentru ultimele două. Prima dată rolul i-a fost oferit lui Patrick McGoohan, însă a refuzat rolul din motive de sănătate. Inițial Richard Harris a refuzat rolul din aceleași motive, de sănătate, însă nepoata sa în vârstă de 10 ani i-a spus că nu va mai vorbi niciodată cu el dacă nu acceptă rolul.

## Derivația numelui
Dumbledore poate proveni de la cuvântul englezesc "bumblebee" (însemnând bondar). Albus are probabil origine latină (însemnând desigur alb) și semnificând bunătate. Wulfric este înrudit cu nordicul "Beowulf" și înseamnă puterea lupului. Etimologia numelui Brian este obscură, iar Percival provine de la un nume vechi francez, fiind similar fonetic cu expresia englezească 'pierce the veil' ("străpunge vălul"!). Percival este de asemenea numele unuia dintre cei mai curajoși cavaleri ai regelui Arthur. 
1. ↑  Wizarding World Digital